# فهرست کتابخانه‌های نابود شده

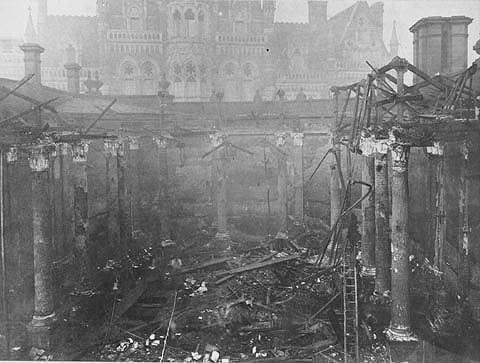
کتابخانه مرکزی بیرمنگام تخریب شده در اثر آتش‌سوزی، ۱۸۷۹

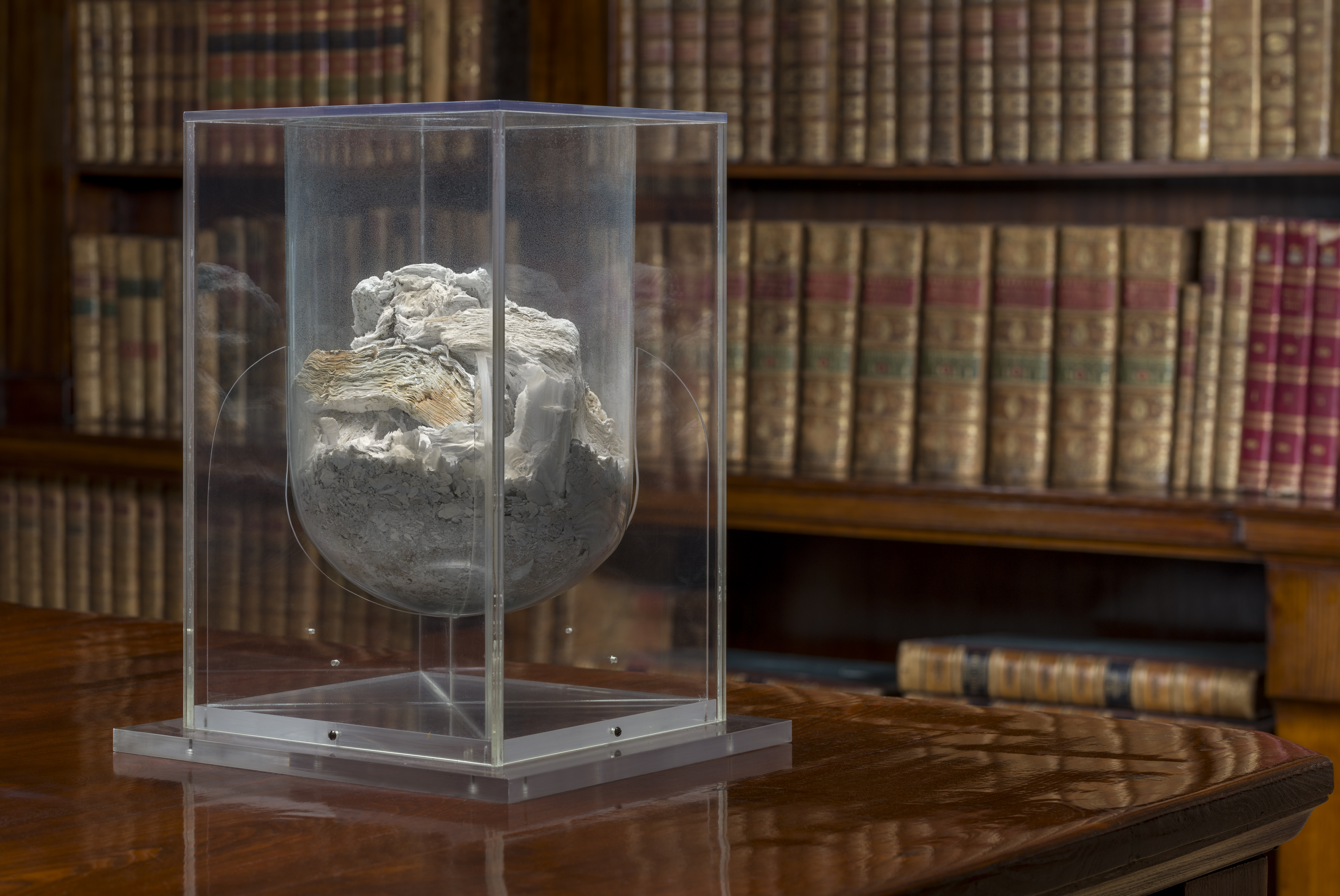
کوزه حاوی خاکستر گرانبهاترین اینکانوبولا و نسخه‌های خطی لهستانی است که عمداً توسط یک برندکوماندو آلمان نازی در کتابخانه کراسینسکی پس از سقوط قیام ورشو سوزانده شد.

کتابخانه‌ها به‌طور عمد یا اتفاقی تخریب شده‌اند یا به شدت آسیب دیده‌اند. گاهی یک کتابخانه عمداً و به عنوان نوعی پاکسازی فرهنگی تخریب می‌شود.
نمونه‌هایی از کتابخانه‌ها وجود دارد که به‌طور تصادفی در اثر اقدامات انسانی تخریب شده‌اند. برخی دیگر در اثر بلایای طبیعی مانند زلزله، سیل یا آتش‌سوزی تصادفی آسیب دیدند.
آتش‌سوزی کتابخانه‌ها به‌طور پراکنده در طول قرن‌ها اتفاق افتاده است: نمونه‌های قابل‌توجهی تخریب کتابخانه اسکندریه مصر، تخریب کتابخانه نالاندا در هند و سوزاندن تصادفی کتابخانه دوشس آنا آمالیا در وایمار، آلمان است.

## دلایل و پیشگیری
در زمان‌های گذشته، سفیدک به عنوان یک مشکل عمده در بسیاری از کتابخانه‌ها مورد توجه قرار می‌گرفت، بنابراین تأکید بر طراحی کتابخانه برای افزایش جریان هوا بود، برای نمونه، با بازگذاری دریچه‌هایی زیر قفسه‌ها در طبقات مجاور. در آتش‌سوزی، به ویژه در آتشی که در هر طبقه‌ای به جز طبقه بالا شروع شود، شعله‌ها توسط جریان هوا از طبقه‌ای به طبقه دیگر کشیده می‌شدند، که به راحتی منجر به نابودی کل یک کتابخانه به جای بخش کوچکی می‌شد.
پیشرفت در فناوری، امکان نابودی کتابخانه به وسیله آتش را کاهش داده است. فناوری‌هایی همچون آب‌پاش‌ها، درهای ضد آتش، فریزرها، آلارم‌ها، سنسورهای دود، سیستم‌های سرکوب و ژنراتورهای اضطراری است. کتابخانه‌های قدیمی معمولاً با بستن دریچه جریان هوا و نصب درهای ضد آتش، آلارم‌ها و آب‌پاش‌ها نوسازی می‌شوند. تهویه مطبوع مشکلات قارچ را کاهش می‌دهد. این‌ها همه بخش‌هایی ضروری برای طراحی یک کتابخانه جدید هستند.

## کنش‌های انسانی
| تصویر                    | نام کتابخانه | شهر                            | کشور                                                             | تاریخ تخریب        | مرتکب | دلیل و/یا گزارش تخریب |
| ------------------------ | --- | ------------------------------ | ---------------------------------------------------------------- | ------------------ | --- | --- |
|                          | کتابخانه آشوربانی‌پال | نینوا                          | امپراتوری آشوری نو                                               | ۶۱۲ قبل از میلاد   | ائتلاف بابلی‌ها، سکاها و مادها | نینوا در سال ۶۱۲ قبل از میلاد توسط ائتلافی از بابلی‌ها، سکاها و مادها، مردمان ایران باستان، ویران شد. اعتقاد بر این است که در هنگام سوزاندن کاخ، آتش بزرگی باید کتابخانه را ویران کرده باشد و باعث شده‌است که لوح‌های گلی به خط میخی نیمه پخته شوند. این رویداد بالقوه مخرب به حفظ الواح کمک کرد. علاوه بر متون روی لوح‌های گلی، برخی از متون ممکن است بر روی تخته‌های مومی حک شده باشند که به دلیل ماهیت طبیعی خود، از بین رفته‌اند |
|                          | کاخ شیان‌یانگ و آرشیو دولتی | شیان‌یانگ                       | چین دودمان چین                                                   | ۲۰۶ قبل از میلاد   | شیانگ یو | شیانگ یو در سال ۲۰۶ قبل از میلاد، با شورش علیه امپراتور کین ار شی، نیروهای خود را به داخل شیان‌یانگ هدایت کرد. او دستور داد کاخ شیان‌یانگ را با آتش نابود کنند. |
|                          | کتابخانه اسکندریه | اسکندریه                       | مصر هلنیستی مصر رومی                                             | مورد مناقشه        | مورد مناقشه | مورد مناقشه، به تخریب کتابخانه اسکندریه مراجعه کنید. |
|                          | کتابخانه امپراتوری لوئویانگ | لوئویانگ                       | چین دودمان هان                                                   | ۱۸۹ میلادی         | دونگ ژئو | بسیاری از شهر، از جمله کتابخانه امپراتوری، زمانی که جمعیت آن در جریان تخلیه جابجا شدند، عمداً سوزانده شد.: 460–461 |
|                          | کتابخانه پانتینوس | آتن                            | یونان رومی                                                       | ۲۶۷                | هرولی | این بنا در سال ۲۶۷ پس از میلاد در جریان حمله هرولی‌ها ویران شد و در قرن پنجم در یک ساختمان بزرگ پراستایل گنجانده شد. |
|                          | کتابخانه هادریان | آتن                            | یونان رومی                                                       | ۲۶۷                | هرولی | این کتابخانه در اثر حمله هرولی‌ها در سال ۲۶۷ آسیب جدی دید و توسط بخشدار هرکولیوس در ۴۰۷–۴۱۲ پس از میلاد تعمیر شد. |
|                          | کتابخانه انطاکیه | انطاکیه                        | امپراتوری سلوکیان سوریه روم                                      | ۳۶۴                | امپراتور ژوویان | کتابخانه با کمک امپراتور اسبق غیر مسیحی، امپراتور ژولیان (مرتد) به شدت ذخیره شده بود. |
|                          | کتابخانه سراپئوم | اسکندریه                       | مصر هلنیستی مصر رومی                                             | ۳۹۲                | تئوفیلوس اسکندریه | پس از تبدیل معبد سراپیس به کلیسا، کتابخانه ویران شد. |
|                          | کتابخانه الحکم دوم | کوردوبا                        | اندلس                                                            | ۹۷۶                | منصور بن ابی عامر و علمای دین | تمام کتاب‌های متشکل از «علم باستان» در موجی از افراط گرایی نابود شدند. |
|                          | کتابخانه ری | ری                             | ایران آل بویه                                                    | ۱۰۲۹               | سلطان محمود غزنوی | کتابخانه و تمام کتابهایی که بدعت تلقی می‌شد را سوزاند. |
|                          | کتابخانه در صومعه سازاوا | سازاوا                         | امپراتوری مقدس روم                                               | c.1097             | ابوت دیتهارد | پس از حذف بندیکتین‌های اسلاو از صومعه سازاوا، راهب جدید تمام کتاب‌های نوشته شده به زبان اسلاوی کلیسای قدیمی را نابود کرد. |
|                          | کتابخانه بنی عمار (دارالعلم) | طرابلس                         | خلافت فاطمی                                                      | ۱۱۰۹               | جنگجویان صلیبی | پس از تسلیم شرف الدوله به بالدوین اول اورشلیم، مزدوران جنوا بخشی از شهر را سوزاندند و غارت کردند. کتابخانه دارالعلم به آتش کشیده شد. |
|                          | کتابخانه غزنه | غزنه                           | امپراتوری غوریان                                                 | ۱۱۵۱               | علاء الدین حسین | شهر به مدت هفت روز غارت و سوزانده شد. کتابخانه‌ها و قصرهای ساخته شده توسط غزنویان ویران شدند. |
|                          | کتابخانه نیشابور | نیشابور                        | امپراتوری سلجوقی                                                 | ۱۱۵۴               | ترکان اوغوز | شهر تا حدی ویران شد، کتابخانه‌ها غارت و سوزانده شدند. |
|                          | نالاندا | نالاندا                        | هندوستان                                                         | ۱۱۹۳               | بختیار خلجی | مجتمع دانشگاه نالاندا (مشهورترین مخزن دانش بودایی در جهان در آن زمان) توسط مهاجمان مسلمان ترک غارت شد. این رویداد به عنوان نقطه عطفی در افول بودیسم در هند تلقی می‌شود. |
|                          | کتابخانه امپراتوری قسطنطنیه | قسطنطنیه                       | امپراتوری بیزانس                                                 | ۱۲۰۴               | صلیبیون | در سال ۱۲۰۴، کتابخانه هدف شوالیه‌های جنگ صلیبی چهارم شد. خود کتابخانه ویران شد و محتویات آن سوخته یا فروخته شد. |
|                          | کتابخانه قلعه الموت | قلعه الموت                     | ایران                                                            | ۱۲۵۶               | مغول‌ها | کتابخانه پس از تسلیم الموت تخریب شد. |
|                          | بیت الحکمه | بغداد                          | عراق                                                             | ۱۲۵۸               | مغول‌ها | در جریان نبرد بغداد ویران شد |
|                          | کتابخانه‌های قسطنطنیه | قسطنطنیه                       | امپراتوری بیزانس                                                 | ۱۴۵۳               | ترک‌های عثمانی | پس از سقوط قسطنطنیه، صدها هزار نسخه خطی از کتابخانه‌های قسطنطنیه حذف، فروخته یا نابود شدند. |
|                          | کتابخانه مدرسه گرانادا | گرانادا                        | تاج کاستیا                                                       | ۱۴۹۹               | کاردینال سیسنروس | این کتابخانه توسط نیروهای کاردینال سیسنروس در اواخر سال ۱۴۹۹ غارت شد، کتاب‌ها به میدان بیب رامبلا منتقل شدند، جایی که بیشتر آنها در آتش سوختند. |
|                          | کتابخانه کوروینیانا | بودا                           | مجارستان                                                         | ۱۵۲۶               | ترک‌های عثمانی | کتابخانه توسط عثمانی‌ها در نبرد موحچ ویران شد. |
|                          | کتابخانه‌های صومعه | انگلستان                       | انگلستان                                                         | ۱۵۳۰               | مقامات سلطنتی | کتابخانه‌های صومعه به دنبال انحلال صومعه‌ها توسط هنری هشتم تخریب یا پراکنده شدند. |
|                          | کالج گلزنی | پنرین، کورنوال                 | انگلستان                                                         | ۱۵۴۸               | مقامات سلطنتی | درهم شکستن و غارت کالج‌های کورنیش در گلزنی و کرانتوک به بورس تحصیلی رسمی پایان داد که به حفظ زبان کورنیش و هویت فرهنگی کورنیش کمک کرده بود. |
|                          | یادداشت‌ها در غودش | گوزو                           | مالت هاسپیتلار                                                   | ۱۵۵۱               | ترک‌های عثمانی | اکثر اسناد کاغذی که در غودش نگهداری می‌شد در جریان حمله عثمانی‌ها در سال ۱۵۵۱ گم یا از بین رفت گفته می‌شود که این یورش «به نابودی تقریباً کامل شواهد مستند برای زندگی قرون وسطایی در گوزو منجر شد.» |
|                          | دفترنامه‌های مایا از یوکاتان | مانی، یوکاتان                  | مکزیک و گواتمالا                                                 | ۱۵۶۲-۰۷-۱۲         | دیگو دی لاندا | اسقف دی لاندا، یک راهب و فاتح فرانسیسکن در طول فتح یوکاتان توسط اسپانیایی‌ها، می‌نویسد: «ما تعداد زیادی کتاب در این شخصیت‌ها یافتیم و از آنجایی که آنها حاوی چیزی نبودند که به عنوان خرافات و دروغ‌های شیطان تلقی نشود؛ ما همه آنها را سوزاندیم، که آنها (مایاها) تا حد شگفت‌انگیزی پشیمان شدند و باعث رنج و مصیبت بسیار آنها شد.» تنها سه کد موجود به‌طور گسترده‌ای بدون شک معتبر تلقی می‌شوند. |
|                          | کتابخانه راگلان | قلعه راگلان                    | ولز                                                              | ۱۶۴۶               | ارتش پارلمانی | کتابخانه ارل ورسستر در طول جنگ داخلی انگلیس توسط نیروهای تحت فرمان توماس فیرفکس سوزانده شد. |
|                          | کتابخانه زالوسکی | ورشو                           | مشترک المنافع لهستان-لیتوانی/لهستان تحت اشغال آلمان (دولت عمومی) | ۱۷۹۴/۱۹۴۴          | ارتش امپراتوری روسیه / نیروهای آلمان نازی | پس از قیام کوشچیوشکو (۱۷۹۴)، نیروهای روسی، به دستور تزارینا کاترین دوم، دارایی‌های کتابخانه را تصرف کردند و آنها را به مجموعه شخصی او در سنت پترزبورگ منتقل کردند، جایی که یک سال بعد سنگ بنای کتابخانه عمومی امپراتوری تازه تأسیس شد. بخش‌هایی از مجموعه‌ها در حین برداشتن از کتابخانه و انتقال به روسیه آسیب دیده یا از بین رفتند و بسیاری از آنها به سرقت رفتند. به گفته مورخ یواخیم للوئل، کتاب‌های زالوسکی‌ها را می‌توان در گرودنو با سبد خرید. این مجموعه بعداً در میان چندین کتابخانه روسی پراکنده شد. برخی از بخش‌های مجموعه زالوسکی در دو تاریخ جداگانه در قرن نوزدهم به لهستان بازگشت: ۱۸۴۲ و 1863. دولت جمهوری دوم لهستان که مجدداً تأسیس شده بود، در دهه ۱۹۲۰ برخی از دارایی‌های کتابخانه زالوسکی سابق را از جمهوری سوسیالیستی فدراتیو روسیه شوروی پس از معاهده ریگا بازپس گرفت. ساختمان اصلی در طول جنگ جهانی دوم توسط آلمانی‌ها ویران شد. سربازان آلمانی همچنین عمداً این مجموعه را (که در کتابخانه کراسینسکی در آن زمان نگهداری می‌شد - در زیر مشاهده کنید) در جریان تخریب برنامه‌ریزی شده ورشو در اکتبر ۱۹۴۴، پس از فروپاشی قیام ورشو، نابود کردند. تنها ۱۸۰۰ نسخه خطی و ۳۰۰۰۰ مواد چاپی از کتابخانه اصلی از جنگ جان سالم به در برد. پس از جنگ، ساختمان اصلی در جمهوری خلق لهستان بازسازی شد. |
|                          | کتابخانه کنگره | ایالت واشینگتن                 | ایالات متحده                                                     | ۱۸۱۴               | نیروهای ارتش بریتانیا | این کتابخانه در طول جنگ ۱۸۱۲ زمانی که نیروهای بریتانیا ساختمان کنگره ایالات متحده را در جریان آتش زدن واشینگتن به آتش کشیدند ویران شد. این حمله به تلافی سوزاندن شهرهای کانادایی یورک و نیاگارا توسط نیروهای آمریکایی در سال ۱۸۱۳ بود. به زودی پس از تخریب، کتابخانه کنگره، عمدتاً به لطف خرید کتابخانه شخصی توماس جفرسون در سال ۱۸۱۵، مجدداً تأسیس شد. آتش‌سوزی دوم در ۲۴ دسامبر ۱۸۵۱، بخش بزرگی از مجموعه کتابخانه کنگره را دوباره نابود کرد، اما منجر به از دست رفتن حدود دو سوم مجموعه توماس جفرسون و در مجموع حدود ۳۵۰۰۰ کتاب شد. |
|                          | چندین کتابخانه | مکزیکوسیتی و شهرهای بزرگ مکزیک | مکزیک                                                            | ۱۸۵۶–۱۸۶۷          | نیروهای لیبرال و ضد روحانیت | در طول و پس از جنگ اصلاحات مکزیک، تحت حکومت‌های لیبرال بنیتو خوارز و ایگناسیو کومونفورت، بسیاری از کتابخانه‌های صومعه و کتابخانه‌های مدارس متعلق به کلیسا توسط سربازان لیبرال و غارت‌گران غارت یا ویران شدند که مهم‌ترین آنها شامل کتابخانه صومعه سانفرانسیسکو بود که بیش از ۱۶۰۰۰ کتاب داشت. (اکثریت آنها مجموعه‌های منحصر به فردی از محصولات دوران استعمار اسپانیا بودند)، کتابخانه کاملاً ویران شد. کتابخانه‌های مهم دیگر شامل کتابخانه صومعه سن آگوستین بود که غارت و سوزانده شد. صومعه کارمن د سان آنجل و کتابخانه آن نیز به‌طور کامل ویران شد (با چند کتاب بازیابی شد)، دیگر کتابخانه‌های صومعه آسیب‌دیده به درجات مختلف در میان آن‌ها، کتابخانه‌های سانتو دومینگو، لاس کاپوچیناس، سانتا کلارا، لا مرسد و مدرسه متعلق به کلیسا کولجیو سن خوان که همه آنها در مکزیکو سیتی بودند. رویدادهای مشابه در سراسر مکزیک، به ویژه در شهرهای بزرگ اتفاق افتاد. علاوه بر کتاب‌ها، اقلام دیگری مانند محراب‌ها، مجموعه‌های منحصربه‌فرد نقاشی‌های باروک دوره استعمار، صلیب‌ها، مجسمه‌ها، جام‌های طلا و نقره (اغلب دزدیده شده و ذوب شده) نیز گم شدند. برآوردهای کل کل کتاب‌ها و نسخه‌های خطی گم شده را تا سال ۱۸۸۴ به ۱۰۰۰۰۰ عدد می‌رساند.                                                                                        |
|                          | دانشگاه آلاباما | توسکالوسا، آلاباما             | ایالات متحده                                                     | ۱۸۶۵-۰۵-۰۴         | نیروهای ارتش اتحادیه | در طول جنگ داخلی آمریکا، نیروهای اتحادیه بیشتر ساختمان‌های پردیس دانشگاه آلاباما، از جمله کتابخانه آن را با حدود ۷۰۰۰ جلد ویران کردند. |
|                          | مسجد-کتابخانه | تورنوو، بلغارستان              | امپراطوری عثمانی                                                 | ۱۸۷۷               | بلغارهای مسیحی | کتاب‌های ترکی موجود در یک کتابخانه با آتش زدن مسجد از بین رفت. |
|                          | کتابخانه سلطنتی پادشاهان برمه | کاخ مندلی                      | برمه                                                             | ۱۸۸۵–۱۸۸۷          | نیروهای ارتش بریتانیا | بریتانیایی‌ها کاخ را در پایان جنگ سوم انگلیس و برمه غارت کردند (برخی از آثار باستانی که برده شده بودند هنوز در موزه ویکتوریا و آلبرت لندن به نمایش گذاشته می‌شوند) و کتابخانه سلطنتی را به آتش کشیدند. |
|                          | کتابخانه آکادمی هانلین | آکادمی هانلین                  | چین                                                              | ۱۹۰۰-۰۶-۲۳/۴       | مورد مناقشه. احتمالاً شجاعان کانسو که غرب محله لگتشن را محاصره کرده بودند، یا احتمالاً توسط نیروهای مدافع بین‌المللی. | در جریان محاصره هیئت‌های بین‌المللی در پکن در اوج شورش بوکسورها، کتابخانه ملی غیررسمی چین در آکادمی هانلین، که در مجاورت نمایندگی بریتانیا قرار داشت، به آتش کشیده شد (توسط چه کسی و عمداً یا سهواً هنوز هم مورد مناقشه است) و تقریباً به‌طور کامل تخریب شده‌است. بسیاری از کتاب‌ها و طومارهایی که از شعله‌های آتش جان سالم به در بردند، متعاقباً توسط نیروهای قدرت‌های خارجی پیروز غارت شدند. |
|                          | کتابخانه دانشگاه کاتولیک لوون | لوون                           | بلژیک                                                            | ۱۹۱۴-۰۸-۲۵/۱۹۴۰–۰۵ | نیروهای اشغالگر آلمان | آلمانی‌ها کتابخانه را به عنوان بخشی از سوزاندن کل شهر در تلاش برای استفاده از وحشت برای سرکوب مقاومت بلژیک در برابر اشغال به آتش کشیدند. این کتابخانه در جریان تهاجم آلمان‌ها به لوون بلژیک در جنگ جهانی دوم دوباره آتش گرفت. |
|                          | اداره سوابق عمومی ایرلند | دوبلین                         | ایرلند                                                           | ۱۹۲۲               | مورد مناقشه احتمالاً به‌طور عمدی توسط ارتش ضد معاهده یا احتراق تصادفی مواد منفجره ذخیره شده آنها به دلیل گلوله‌باران نیروهای دولت موقت. | چهار دادگاه در آغاز جنگ داخلی ایرلند توسط ارتش ضد معاهده ایرلند اشغال شد. این ساختمان توسط نیروهای دولت موقت به رهبری مایکل کالینز بمباران شد. |
|                          | چندین کتابخانه مذهبی | مادرید                         | اسپانیا جمهوری‌خواه                                               | ۱۹۳۱               | آنارشیست‌ها و ضد روحانیون | در سال ۱۹۳۱، چندین گروه از چپ‌ها و آنارشیست‌های رادیکال، با بی‌عملی همدست دولت جمهوری‌خواه، چندین صومعه را در مادرید به آتش کشیدند. بیشتر شامل کتابخانه‌های مهم است. در میان آنها، Colegio de la Inmaculada y San Pedro Claver و Instituto Católico de Artes e Industrias با کتابخانه ای از ۲۰٬۰۰۰ جلد؛ Casa Profesa با کتابخانه ای با ۸۰۰۰۰ جلد، که در ان زمان پس از کتابخانه ملی، دومین کتابخانه برتر اسپانیا محسوب می‌شد؛ و Instituto Católico de Artes e Industrias با ۲۰٬۰۰۰ جلد، از جمله آرشیو نقاشی دیرینه نگار گارسیا ویلادا، و ۱۰۰٬۰۰۰ آهنگ محبوب گردآوری شده توسط P. Antonio Martínez همه چیز از دست رفته بود. |
|                          | کتابخانه شرقی (همچنین به نام دانگ فانگ توشوگوان نیز شناخته می‌شود)                                                                                              | ژابئی، شانگهای                 | چین                                                              | ۰۱-۰۲-۱۹۳۲         | ارتش امپراتوری ژاپن | در طول رویداد ۲۸ ژانویه در جنگ دوم چین و ژاپن، نیروهای ژاپنی مطبوعات تجاری و کتابخانه شرقی متصل را بمباران کردند و آن را به آتش کشیدند و بیشتر مجموعه بیش از ۵۰۰۰۰۰ جلدی آن را نابود کردند. |
|                          | موسسه جنسیت‌شناسی | برلین                          | آلمان نازی                                                       | ۱۹۳۳–۰۵-؟          | اعضای انجمن دانش آموز آلمانی | در ۶ مه ۱۹۳۳، دانش آموز آلمانی حمله سازمان یافته‌ای به مؤسسه تحقیقات جنسی انجام دادند. چند روز بعد، کتابخانه و آرشیو مؤسسه به‌طور عمومی بیرون کشیده شد و در خیابان‌های بلپلاتز سوزانده شد. |
|                          | دانشگاه ملی تسینگ هوآ، دانشگاه نانکای، مؤسسه فناوری هی-پی، دانشگاه علوم پزشکی هی-پی، کالج کشاورزی هی-پی، دانشگاه تا هسیا، دانشگاه کوانگ هوآ، دانشگاه ملی هونان |                                | چین                                                              | ۱۹۳۷–۱۹۴۵          | نیروهای ژاپنی جنگ جهانی دوم | ر طول جنگ جهانی دوم، نیروهای نظامی ژاپن کتابخانه‌های متعدد چینی را نابود یا تا حدی نابود کردند، از جمله کتابخانه‌های دانشگاه ملی تسینگ هوآ، پکن (از دست دادن ۲۰۰٬۰۰۰ از ۳۵۰٬۰۰۰ کتاب)، دانشگاه نان کای، تی‌ین-چین (به‌طور کامل نابود شده، ۲۲۴۰۰۰ کتاب از دست رفته)، مؤسسه فناوری هی-پی، تی‌ین-چین (به‌طور کامل نابود شده)، کالج پزشکی هی-پی، پائو-تینگ (به‌طور کامل نابود شده)، کالج کشاورزی هی-پی، پائو-تینگ (به‌طور کامل نابود شده)، دانشگاه تا هیسا، شانگهای (به‌طور کامل نابود شده)، دانشگاه کوانگ هوآ، شانگهای (به‌طور کامل نابود شده)، دانشگاه ملی هونان (به‌طور کامل نابود شده). |
|                          | کتابخانه ملی صربستان | بلگراد                         | یوگسلاوی                                                         | ۱۹۴۱-۰۴-۰۶         | آلمان نازی لوفت‌وافه | در طول بمباران بلگراد در جنگ جهانی دوم به دستور خود آدولف هیتلر نابود شد. حدود ۵۰۰٫۰۰۰ جلد و تمام مجموعه‌های کتابخانه در یکی از بزرگ‌ترین آتش‌سوزی‌های کتاب در تاریخ اروپا نابود شد. |
|                          | کتابخانه ملی بلغارستان | صوفیه                          | بلغارستان                                                        | ۱۹۴۳–۱۹۴۴          | نیروهای هوایی متفقین بمباران متفقین | |
|                          | کتابخانه کراسینسکی (دارای مجموعه‌های ویژه کتابخانه ملی لهستان، از جمله مجموعه کتابخانه زالوسکی، و همچنین مجموعه‌های کتابخانه دانشگاه ورشو و کتابخانه عمومی ورشو) | ورشو                           | لهستان تحت اشغال آلمان (دولت عمومی)                              | ۱۹۴۴               | سربازان آلمان نازی | این کتابخانه عمداً توسط نیروهای آلمان نازی پس از سرکوب قیام ورشو در سال ۱۹۴۴ به آتش کشیده شد. آتش زدن این کتابخانه بخشی از برنامه‌ریزی کلی تخریب ورشو بود. |
|                          | کتابخانه خانواده زامویسکی مستلزم | ورشو                           | لهستان تحت اشغال آلمان (دولت عمومی)                              | ۱۹۴۴               | سربازان آلمان نازی | این کتابخانه (که مجموعه‌های آکادمی سابق زامویسکی را در خود جای داده بود) در پی سرکوب قیام ورشو در سال ۱۹۴۴، عمداً توسط نیروهای آلمان نازی به آتش کشیده شد. سوزاندن این کتابخانه بخشی از برنامه‌ریزی کلی تخریب ورشو بود. بسته به منبع، ۱۸۰۰ تا ۳۰۰۰ آیتم که تنها ۱٫۵ تا ۳ درصد از مجموعه اصلی را تشکیل می‌دهند (البته با ارزش‌ترین بخش) باقی مانده‌اند، تا حدی به این دلیل که نیروهایی که کتابخانه را می‌سوزانند متوجه ورود به زیرزمین در سمت عقب ساختمان اند. |
|                          | آرشیو مرکزی اسناد تاریخی | ورشو                           | لهستان تحت اشغال آلمان (دولت عمومی)                              | ۱۹۴۴               | سربازان آلمان نازی | پس از سرکوب قیام ورشو در سال ۱۹۴۴، آرشیوها (یکی از دو بایگانی که اسناد تاریخی کشورهای مشترک المنافع لهستان و لیتوانی را در خود جای داده‌است و دیگری در ویلنیوس واقع شده بود) نه تنها عمداً به آتش کشیده شد، بلکه نیروهای آلمان نازی وارد هر یک از نه طاق ضد آتش در پناهگاه زیرزمینی شدند و با دقت یکی پس از دیگری سوزانده شدند (ورودی دهم توسط آوار مسدود شد و بدین ترتیب محتویات آن نجات یافت). بخشی از برنامه‌ریزی کلی تخریب ورشو. |
|                          | چندین کتابخانه خصوصی در سراسر توکیو | توکیو                          | امپراتوری ژاپن                                                   | ۱۹۴۵               | نیروی هوایی ارتش آمریکا | بمباران توکیو توسط ایالات متحده در می ۱۹۴۵ بسیاری از کتابخانه‌های خصوصی ژاپنی مانند ۴۰۰۰۰ جلد در خانه هاسگاوا نیوزکان را ویران کرد. بمباران آتش‌سوزی توکیو اکثر کتابخانه‌های شخصی آنجا را نابود کرد و بسیاری از نشریات قبل از جنگ برای همیشه از بین رفتند. بمباران آتش به دانشگاه کیو در توکیو آسیب رساند. |
|                          | کتابخانه عمومی ورشو | ورشو                           | لهستان تحت اشغال آلمان (دولت عمومی)                              | ۱۹۴۵               | سربازان آلمان نازی | قبل از شروع جنگ جهانی دوم، این کتابخانه دارای ۵۰۰۰۰۰ جلد کتاب بود. در ژانویه ۱۹۴۵ با عقب‌نشینی سربازان آلمانی نازی به آتش کشیده شد. در نتیجه ۳۰۰۰۰۰ کتاب از بین رفت و ۱۰۰۰۰۰ کتاب دیگر غارت شد. |
|                          | کتابخانه راسزینسکی | پوزنان                         | لهستان تحت اشغال آلمان (رایخس‌گائو وارته‌لاند)                     | ۱۹۴۵               | سربازان آلمان نازی | نیروهای آلمانی نازی در حال عقب‌نشینی مواد منفجره را در ساختمان کار گذاشتند و باعث انفجار شدند، کل ساختار را تخریب کردند و ۹۰٪ از مجموعه را سوزاندند، در حالی که ۱۰٪ باقی مانده از قبل غارت شد. |
|                          | کتابخانه ملی لبنان | بیروت                          | لبنان                                                            | ۱۹۷۵               | جنگ داخلی لبنان | جنگ سال ۱۹۷۵ در مرکز شهر بیروت که کتابخانه ملی در آن قرار داشت آغاز شد. در سال‌های جنگ، کتابخانه آسیب‌های زیادی دید. به گفته برخی منابع، ۱۲۰۰ نسخه خطی گرانبها ناپدید شده و از سازماندهی و روند عملیاتی کتابخانه آن زمان خاطره ای باقی نمانده‌است. |
|                          | کتابخانه ملی کامبوج | پنوم‌پن                         | کامبوج                                                           | ۱۹۷۶–۱۹۷۹          | خمرهای سرخ | بسیاری از کتاب‌ها و تمام رکوردهای کتابشناختی را سوزاند. تنها ۲۰ درصد از مواد باقی مانده‌اند. |
|                          | کتابخانه عمومی جافنا | جافنا                          | سری‌لانکا                                                         | ۱۹۸۱–۰۵-؟          | افسران پلیس لباس شخصی و دیگران | در ماه مه ۱۹۸۱، گروهی متشکل از اراذل و اوباش و افسران پلیس لباس شخصی در شمال جافنا تحت تسلط اقلیت تامیل به خشونت پرداختند و کتابخانه عمومی جافنا را به آتش کشیدند. حداقل ۹۵۰۰۰ جلد - دومین مجموعه بزرگ کتابخانه در جنوب آسیا - نابود شد. |
|                          | کتابخانه مرجع سیک | پنجاب                          | هند                                                              | ۰۷-۰۶-۱۹۸۴         | ارتش هند | قبل از تخریب توسط سربازان هندی، این کتابخانه میزبان مجموعه وسیعی از حدود ۲۰۰۰۰ اثر ادبی شامل ۱۱۱۰۷ کتاب، ۲۵۰۰ نسخه خطی، آرشیو روزنامه، نامه‌های تاریخی، اسناد/پرونده‌ها و موارد دیگر بود که عمدتاً در مورد آیین سیک و به زبان پنجابی و همچنین در موضوعات دیگر و به زبان‌های دیگر بود. تخریب آن می‌توانست اقدامی ناامیدکننده برای عدم یافتن نامه‌ها یا اسنادی باشد که می‌توانست دولت وقت هند و رهبر آن ایندیرا گاندی را درگیر کرده باشد. |
| !                        | کتابخانه مرکزی دانشگاه بخارست | بخارست                         | رومانی                                                           | ۲/۱۲/۱۹۸۹؟         | نیروی زمینی رومانی | در جریان انقلاب رومانی سوخته‌است. |
|                          | مؤسسه شرقی در سارایوو | سارایوو                        | بوسنی و هرزگوین                                                  | ۱۹۹۲-۰۵-۱۷         | ارتش جمهوری صرب بوسنی | در طی محاصره سارایوو در اثر آتش‌سوزی از بین رفت. |
|                          | کتابخانه ملی و دانشگاهی بوسنی و هرزگوین | سارایوو                        | بوسنی و هرزگوین                                                  | ۲۵/۰۸/۱۹۹۲         | ارتش جمهوری صرب بوسنی | این کتابخانه در طی محاصره سارایوو به‌طور کامل ویران شد. |
|                          | موسسه تحقیقاتی تاریخ، زبان و ادبیات آبخازیا و کتابخانه ملی آبخازیا                                                                                             | سوخومی                         | آبخازیا                                                          | ۱۹۹۲–۱۰-??         | نیروهای مسلح گرجستان | در طول جنگ در آبخازیا ویران شد. |
|                          | کتابخانه شهر | لینشوپینگ                      | سوئد                                                             | ۲۰/۰۹/۱۹۹۶         | فقدان شواهد برای محاکمه | پس از یک سال تلاش‌های مکرر و جزئی آتش‌سوزی علیه یک دفتر اطلاعات برای مهاجران واقع در ساختمان، در نهایت کتابخانه به آتش کشیده شد. |
|                          | کتابخانه عمومی پلخمری | پلخمری                         | افغانستان                                                        | ۱۹۹۸               | شبه نظامیان طالبان | ۵۵۰۰۰ کتاب و نسخه خطی قدیمی را در خود جای داده بود. |
|                          | کتابخانه و آرشیو ملی عراق، کتابخانه الاوقاف، کتابخانه مرکزی دانشگاه بغداد، کتابخانه بیت الحکمه، کتابخانه مرکزی دانشگاه موصل و سایر کتابخانه‌ها                  | بغداد                          | عراق                                                             | ۰۴–۲۰۰۳-؟          | اعضای ناشناس جمعیت بغداد | چندین کتابخانه در طول جنگ عراق در سال ۲۰۰۳ غارت، آتش زدند، آسیب دیدند و به درجات مختلف تخریب شدند. |
|                          | کتابخانه مردم جنبش اشغال وال استریت | پارک زوکتی لوور منهتن نیویورک  | ایالات متحده                                                     | ۲۰۱۱               | اداره بهداشت شهر نیویورک | بیش از ۵۰۰۰ کتاب فهرست بندی شده در لایبرری تینگ کشف و ضبط شد. |
| پرونده:المجمع العلمی.JPG | مؤسسه علمی مصر | قاهره                          | مصر                                                              | ۲۰۱۱–۱۲-؟          | پس از درگیری‌های خیابانی در جریان انقلاب مصر | تخمین اولیه می‌گوید که تنها ۳۰۰۰۰ جلد از مجموع ۲۰۰۰۰۰ جلد ذخیره شده‌است. |
|                          | موسسه احمد بابا (کتابخانه تیمبوکتو) | تیمبوکتو                       | مالی                                                             | ۲۸/۰۱/۲۰۱۳         | شبه نظامیان اسلامگرا | قبل از سوزاندن کتابخانه، بیش از ۲۰۰۰۰ نسخه خطی در آن وجود داشت که تنها بخشی از آنها تا ژانویه ۲۰۱۳ اسکن شده بودند. قبل و در طول اشغال، بیش از ۳۰۰۰۰۰ نسخه خطی تیمبوکتو از مؤسسه و از کتابخانه‌های خصوصی ذخیره و به مکان‌های امن تر منتقل شدند. |
|                          | کتابخانه عمومی راتاندا | شهرداری محلی لسدی              | آفریقای جنوبی                                                    | ۱۲/۰۳/۲۰۱۳         | شورش‌های عمومی | ۱۸۰۷ کتاب کتابخانه، زیرساخت‌های فناوری شامل هفت ایستگاه کاری مشتری، یک دستگاه فتوکپی و یک تلویزیون با صفحه بزرگ. |
|                          | کتابخانه‌های شیلات و اقیانوس‌ها کانادا |                                | کانادا                                                           | ۲۰۱۳               | دولت کانادا به ریاست نخست‌وزیر استفان هارپر | تلاش برای دیجیتال سازی برای کاهش نه کتابخانه اصلی به هفت کتابخانه و صرفه جویی در هزینه سالانه ۴۴۳۰۰۰ دلار آمریکا. فقط ۵ تا ۶ درصد از مطالب دیجیتالی شد و سوابق علمی و تحقیقاتی که با هزینه مالیات دهندگان ده‌ها میلیون دلار ایجاد شد، دور ریخته شد، سوزانده شد و در اختیار مردم قرار گرفت. به ویژه داده‌های پایه برای تحقیقات زیست‌محیطی و داده‌های اکتشاف قرن ۱۹ که مهم بودند. |
|                          | کتابخانه سائح | طرابلس                         | لبنان                                                            | ۰۳/۰۱/۲۰۱۴         | ناشناخته | کتابخانه مسیحی به آتش کشیده شد که بیش از ۸۰۰۰۰ نسخه خطی و کتاب داشت. |
|                          | آرشیو ملی بوسنی و هرزگوین (جزئی) | سارایوو                        | بوسنی و هرزگوین                                                  | ۰۷/۰۲/۲۰۱۴         | هفت شورشگر بوسنیایی مظنون به ایجاد آتش‌سوزی. دو نفر (سالم هاتیبوویچ و نیهاد ترنکا) دستگیر شدند. در ۴ آوریل ۲۰۱۴، سالم هاتیبوویچ و نیهاد ترنکا (اگرچه هنوز در مظان تروریسم هستند) آزاد شدند، به شرطی که محل سکونت خود را ترک نکنند و از تماس با یکدیگر خودداری کنند. هر دو نیز موظف شدند هر هفته یک بار به پلیس گزارش دهند. | در جریان ناآرامی‌های سال ۲۰۱۴ در بوسنی و هرزگوین، مقدار زیادی از اسناد تاریخی با آتش زدن بخش‌هایی از آرشیو بوسنی و هرزگوین، که در ساختمان ریاست‌جمهوری قرار داشت، از بین رفت. در میان مواد بایگانی مفقود شده اسناد و هدایایی مربوط به دوره عثمانی، اسناد اصلی مربوط به حکومت اتریش-مجارستان در بوسنی و هرزگوین در سالهای ۱۸۷۸–۱۹۱۸، و همچنین اسناد دوره بین دو جنگ، حکومت ۱۹۴۱–۱۹۴۵ دولت مستقل کرواسی بود، مقالات سالهای بعد و حدود ۱۵۰۰۰ پرونده از اتاق حقوق بشر ۱۹۹۶–۲۰۰۳ برای بوسنی و هرزگوین.طبق برآورد شابان زهیروویچ، رئیس آرشیو، در مخازنی که سوزانده شدند، حدود ۶۰ درصد از مواد از بین رفت. |
|                          | کتابخانه‌های دانشگاه موصل و کتابخانه‌های خصوصی | موصل                           | عراق                                                             | ۲۰۱۴–۱۲-؟          | کتاب سوزی داعش | کتاب سوزی |
|                          | کتابخانه‌ها در استان الانبار | استان انبار                    | عراق                                                             | ۲۰۱۴–۱۲-؟          | کتابسوزی داعش | کتاب سوزی |
|                          | موسسه اطلاعات علمی علوم اجتماعی (INION) | مسکو                           | روسیه                                                            | ۲۰۱۵-۰۱-۲۹         | ناشناخته | آتش در طبقه سوم به ۲۰۰۰ متر مربع گسترش یافت. سقف فرو ریخت، آسیب‌های آب. دمای محیط بیش از حد بالا برای خود انجماد آثار آسیب دیده. این کتابخانه شامل ۱۴ میلیون کتاب است که شامل متون نادر به زبان‌های اسلاوی باستان، اسناد اتحادیه ملل، یونسکو و گزارش‌های پارلمانی از کشورهای از جمله ایالات متحده است که به سال ۱۷۸۹ بازمی‌گردد. |
|                          | کتابخانه عمومی موصل (کتابخانه عمومی مرکزی نینوا) | موصل                           | عراق                                                             | ۲۰۱۵–۰۲-??         | کتابسوزی داعش | ۸۰۰۰ کتاب و دست نوشته قدیمی کمیاب، دست نوشته‌های قرن ۱۸، کتاب‌های سوری چاپ شده در اولین چاپخانه عراق در قرن ۱۹، کتاب‌های دوران عثمانی، روزنامه‌های عراقی از اوایل قرن بیستم. |
|                          | کتابخانه حقوق کالج هاوارد، دانشگاه کوازولو ناتال | دوربان                         | آفریقای جنوبی                                                    | ۲۰۱۶-۰۹-۰۶         | معترضان فیر ماست فال | کتابخانه حقوق، از جمله اوایل متن قانون رومی-هلندی در جریان درگیری با پلیس توسط معترضان سوزانده شد. |